# جاك بوش
جاك بوش هو رسام كندي، ولد في 20 مارس 1909 في تورونتو في كندا، وتوفي بنفس المكان في 24 يناير 1977.